# Ernst Ludwig Leitner
Ernst Ludwig Leitner (* 14. Oktober 1943 in Wels) ist ein österreichischer Komponist, Organist und Hochschullehrer.

## Ausbildung und Wirken
Ernst Ludwig Leitner erhielt seinen ersten Orgel- und Kompositionsunterricht bei Hedwig Ebermann und Augustinus Franz Kropfreiter. Nachdem er im Jahr 1963 seine Schulausbildung an der Lehrerbildungsanstalt Linz mit der Matura abschloss, studierte er in den Jahren von 1963 bis 1968 an der Universität Mozarteum Salzburg Klavier bei Hedalise Haupt-Stummer, sowie Komposition und Klavier bei Josef Friedrich Doppelbauer und anschließend Musikwissenschaft an der Universität Innsbruck.
Im Jahr 1967 legte er an der Universität Innsbruck die Lehramtsprüfung in Musikerziehung ab, im Jahr 1968 folgte an der Universität Innsbruck die Diplomprüfungen mit Auszeichnung in Orgel und Komposition.
Ab 1970 unterrichtete er am Mozarteum in Salzburg Orgel und Musiktheorie und leitete dort von 1973 bis 1983 die Abteilung Musikpädagogik. Im Jahr 1978 erhielt er eine ordentliche Hochschulprofessur. Von 2000 bis 2008 war er Leiter der Abteilung für Dirigieren, Komposition und Musiktheorie. Von 2000 bis 2009 führte er den Vorsitz im Senat der Universität Mozarteum. In der Zeit zwischen 1970 und 1996 wirkte er als künstlerischer Leiter des von Johann Nepomuk David gegründeten Welser Bach-Chores und spielte Orgelkonzerte in zahlreichen europäischen Ländern sowie in den USA und Kanada.

## Auszeichnungen
- 1981: Kulturmedaille der Stadt Wels
- 1983: 1. Preis beim Internationalen Kompositionswettbewerb München
- 1984: Kulturpreis des Landes Oberösterreich
- 1985: Förderungspreis der Internationalen Bach-Akademie Stuttgart
- 1990: Johann-Jakob-Froberger-Preis (Kaltern/Stuttgart)
- 1996: Verdienstmedaille der Stadt Wels
- 1996: Kulturmedaille des Landes Oberösterreich
- 2010: Anton-Bruckner-Preis[3]
- 2012: Heinrich-Gleißner-Preis[4]
- 2013: Goldenes Verdienstzeichen des Landes Oberösterreich

## Werke (Auswahl)
Sein künstlerisches Schaffen ist in der Musiksammlung der Österreichischen Nationalbibliothek dokumentiert und umfasst nahezu alle Musik-Gattungen.

### Ensemblemusik
- Drei Stücke – Duo für Violine und Klavier (1969)[5]
- Serenade – Duo für zwei Violoncelli (1974)[5]
- Sonata da chiesa – für Flöte und Orgel (1975)[5]
- Intrada – für Orgel und sieben Blechbläser (1975)[5]
- Gesang zur Nacht – Duo für Flöte und Harfe mit Solo für tiefe Stimme nach Texten von Georg Trackl (1978)[5]
- Hommage à Anton Bruckner – Duo für Klaviersolo vierhändig (1978)[5]
- Hommage à Antonio de Cabezón – Trio für zwei Trompeten und Orgel (1981)[5]
- Rhapsodie – Trio für zwei Violinen und Klavier (1983)[5]
- Sonata da Chiesa – für Violine und Orgel (1984)[5]
- Round Trip – Septett für sieben Perkussions (1987)[5]
- Hommage à Hans Sachs – Besetzung: Orchester, Quartett (1988)[5]
- Fuga sopra Penny Lane – Quintett für zwei Trompeten, Horn, Posaune und Tuba (1992)[5]
- Recuerdo de un tango – Trio für Klarinette, Akkordeon und Kontrabass (1993)[5]
- Tempus edax rerum – Trio für Klavier, Violine und Violoncello (1994)[5]
- Elegien – nach Texten von Friedrich Hölderlin, Georg Trakl und Ludwig Heinrich Christoph Hölty (1969)[5]
- Klarinettenquintett – Metamorphosen nach Motiven von Wolfgang Amadeus Mozart (1996)[5]
- Alles ist nur ein Sang – Quintett für zwei Violinen, Klarinette, Viola und Violoncello mit Solostimme Sopran nach Texten von Josef Weinheber (1969)[5]

### Solomusik
- Sonate – für Orgelsolo (1967)[5]
- Sonate – für Violoncello solo (1969)[5]
- Recitativ und Hymnus über „Christ ist erstanden“ – für Orgelsolo (1971)[5]
- Suite breve über BACH – für Orgelsolo (1973)[5]
- Totentanz – Chaconne über „Der grimmig Tod“ (1974)[5]
- Vier Nachtstücke – für Gitarrensolo (1977)[5]
- Soleriana – für Flötensolo (1979)[5]
- Four Dances – für Orgelsolo (1979)[5]
- Pastorale – für Orgelsolo (1979)[5]
- Alleluja – für Orgelsolo (1979)[5]
- Memoria – für Klaviersolo (1979)[5]
- Litaniai – für Klaviersolo (1980)[5]
- Hommage à Clérambault – für Orgelsolo (1983)[5]
- Es ist genug – Fantasia für Orgelsolo (1986)[5]
- Magnificat – für Orgelsolo und Solostimme Sopran (1986)[5]
- Fantasia Basiliensis – für Orgelsolo (1987)[5]
- Rhapsody an a spot – für Klaviersolo (1988)[5]
- Cinco Canciones Populares Antiguas – für Klaviersolo und mittlere Stimme (1989)[5]
- Metamorphosen – für Orgelsolo (1989)[5]
- Hexachordfantasie – für Orgelsolo (1990)[5]
- Sonata – für Violinensolo (1990)[5]

### Geistliche Musik
- Deutsche Vesper – Besetzung: zwei Flöten, zwei Violoncelli, Oboe, Kontrabass, Sopran und Bariton (1968)[5]
- De Martyribus – Kantate nach Texten von Hildegard von Bingen (1970)[5]
- Deutsches Ordinarium über „Ich wollt, daß ich daheime wär“ – für Orgelsolo und Terzett (1971)[5]
- Dum clamarem ad dominum – Psalmenkantate (1972)[5]
- Exaltationes – Gesänge nach Texten aus dem Hohen Lied (1976)[5]
- Te Deum – Choralschola für zwei Perkussions und Orgel mit Chor (1982)[5]
- Pater noster – für drei Hörner, Posaune, Perkussion, Streicher und Chor (1983)[5]
- Cantata brevis „Laudate Dominum“ – für drei Posaunen, zwei Perkussions, Oboe, Trompete, Harfe, Orgel mit Chor und Solostimme Sopran (1985)[5]
- Vier Bilder aus dem „Marienleben“ – für Orgel solo und Solostimme Sopran nach Texten von Rainer Maria Rilke (1987)[5]
- Meditation über das Ave Maria von Jakob Arcadelt – für Orgelsolo, Chor und Solostimme Sopran (1987)[5]
- Missa brevis – nach der „Orgelmesse“ op. 59 und dem „Agnus Dei“ op. 138 von Max Reger (1990)[5]
- Requiem in memoriam Leonard Bernstein – Oktett für zwei Trompeten, Horn, Posaune, Tuba, Harfe, Orgel und Klavier mit Chor und Solostimme Sopran (1992/1993)[5]
- Trinitatismesse (Sanctus und Agnus Dei) – für Soli, gemischten Chor, Orgel und Orchester unter Mitwirkung von Balduin Sulzer und Fridolin Dallinger (2007)[5]

### Opern/Bühnenwerke
- Die Geschichte vom Löwen Alois – Bühnenmusik nach Texten von Gustav Meyrink (1970)[5]
- So weiß wie Schnee, so rot wie Blut – Oper (1999)[2]
- Die Sennenpuppe – Oper (2008)[2]
- Die Hochzeit – Oper (2009)[2]
- Fadinger Oder die Rebellion der Hutmacher – Oper (2014)[2]